# أنواع الصمامات
تقسم الصمامات، بشكلٍ عام، وفق الضغط التشغيلي إلى مجموعتين:
- صمامات الضغط العالي High-Pressure Valves.
- صمامات الضغط المتوسط والمنخفض Medium and Low Pressure Valves.

## صمامات الضغط العالي High Pressure Valves
تستخدم للضغوط الأعلى من 2000 psi. وتستخدم عادةً في زينة شجرة الميلاد X-mass Tree. وأهم أنواعها:
- الصمام البوابي Gate Valve
- الصمام الأبري Plug Valve
- الصمام الكروي Ball Valve.

## صمامات الضغط المنخفض والمتوسط Medium and Low Pressure Valves
يستخدم لخطوط الجريان Flow Lines وحوض الصمامات Manifolds، حيث يكون الضغط أقل من 2000 psi. ويكون على أشكال:
- صمامات ذات تجويف: مثل الصمام البوابي Gate Valve، والصمام الأبري Plug Valve، والصمام الكروي Ball Valve. بالإضافة إلى صمام Globe Valve.

### الصمام البوابي Gate Valve
سمّي بهذا الاسم لوجود بوابة على اتجاه الجريان، وفي حالة الفتح الكلي fully open مما يؤدي إلى عدم وجود مقاومة للجريان no resistance to flow وبالتالي وجود فرق ضغط بسيط بين طرفي الصمام low Press
p

### صمام drop
يفضّل هذا النوع عند الفتح الكلي Fully Open F.O. ولا يستخدم لأغراض تقليل الجريان Throttling لأن هذا يسبب حدوث نضوح من البوابة وحدوث اهتزاز في الصمام ويستخدم في توزيع الكتلة X-mass Tree وأنابيب الجريان Flow Lines ومجمعات الصمامات Manifolds.
- تعتمد على نوع المعدن الذي تم تصنيعها منه.
- صعوبة التزييت المستمر لهذا النوع.
- من محاسنه قلة كلفته.
- يجب عدم استخدامه في السوائل الحاوية على موائع مخدشة أو رملية لتجنب خدش السطح الداخلي.
- يمكن استخدامه من الطرفين.

### الصمام Globe Valve
بسبب تصميمه، يستخدم على الأكثر للخنق Throttling أو لتقليل الجريان، كما يمكن استخدامه في صمامات السيطرة Control valves. حيث تكون المسافة بين وضع الفتح الكلي F.O. والغلق الكلي F.C. قريبة.
يتميز هذا الصمام بإمكانية استبدال الأجزاء الداخلية بسهولة. كما أن هناك العديد من التصاميم لهذا النوع من الصمامات، لذا يمكن استخدامه في صمامات السيطرة. ويحتاج إلى الكثير من الطاقة لتحريكه بالنسبة للأحجام الكبيرة. ويكون أثقل وزناً من الصمامات الأخرى لنفس معدل الجريان.
يتميز بكلفته المنخفضة، وصيانته البسيطة. وهو قليل النضوحات. ويمكن استخدامه مع السوائل المخدشة.
من التصاميم الأخرى لهذا النوع من الصمامات هو Y-body type، حيث يكون بزاوية 45˚ مناسباً للضغوط العالية، وللجريان المتقطع، ويكون فقدان الضغط Pressure Loss فيه قليلاً.

### صمام Plug Valve
من الصمامات ذات الحركة الخطية، الاسم مشتق من شكل القرص الذي يتكون منه الصمام، ويستعمل لأغراض الفتح الكلي أو الغلق الكلي، كما في الصمامات البوابية. فالسرعات العالية للجريان تؤدي إلى تضرر الأجزاء الداخلية، بل يستعمل في حالتي الفتح والإغلاق.
- يستخدم منذ أكثر من 30 سنة.
- بدأت بعض الشركات باستبداله بالصمام الكروي.
- يستخدم للضغوط المنخفضة والعالية.

### الصمام الكروي Ball Valve
وهو صمام ذو حركة دائرية ويكون بداخله تجويف يكون باتجاه الجريان عند الفتح، وباتجاه عمودي على اتجاه الجريان عند الغلق. وتكون هذه الصمامات سريعة العمل. ومن إيجابياته أنه الأرخص والأقل كلفةً بين جميع الصمامات ومحكم الغلق، لا يحتاج إلى الكثير من التزييت. ويتحمل ضغوطاً أقل من 5000 psi.
أما المساوئ فهو أنه لا يستعمل للخنق، حيث أن تقليل فتحته سيؤدي إلى تآكل الأجزاء الداخلية بسبب السرعة العالية للجريان.

### صمام الفراشة Butterfly Valve
وهو من صمامات الحركة الدائرية. يمكن استخدامه لإيقاف وتنظيم جريان المائع. سهل الاستخدام لأن الدوران بزاوية 90˚ يؤدي إلى تحول الصمام من وضع الغلق الكامل إلى الفتح الكامل. أما الصمامات ذات الأحجام الأكبر فيتم تشغيلها بواسطة مقابض دائرية. ويكون قطر القرص بقطر الأنبوب.
- غير مكلفة نسبياً، ويسمى في بعض الأحيان صمام ربع دورة Quarter-Turn Valve.
- يمكن استخدامه لأغراض تقليل الجريان Throttling

### صمام اللارجعة (صمام الأتجاه الواحد) Check Valve
ويكون على عدة أنواع أحدها هو النوع المتأرجح Swing Type، حيث يُفتح عند صعود الضغط ويُغلق عند انخفاض الضغط والجريان، مما يؤدي إلى منع الجريان العكسي، ويستعمل مع الصمامات البوابية Gate Valve بسبب فرق الضغط القليل Low Press. Drop .
أما النوع الآخر من هذه الصمامات فهو Lift Check valves فيستعمل في الأنابيب التي يستعمل فيها صمام Globe Valve كصمام سيطرة ويمكن استخدامه مع البخار والهواء والغاز والماء، وفي سرعات الجريان العالية.
- يستخدم لتحديد اتجاه الجريان ومنع الجريان العكسي.
- لا يمكن أن يعتبر صمام توقف Shut-Down Valve عند عكس اتجاه الجريان.

### أنواع أخرى
- Swing Type Check Valve
- Lift Type Check Valve
- الصمام الخانق Choke Valve: يستعمل للتحكم بمعدل التدفق flow rate عند وجود فرق ضغط كبير large Pressure drop. ويمكن التحكم به يدوياً أو يكون ذو فتحة خانق ثابتة fixed size orifice .